# Росенкилле, Франсиска
Франсиска Росенкилле (дат. Franciska Rosenkilde; род. 19 марта 1976) — датский политический деятель. Лидер «зелёной» партии Альтернатива с 2021 года. Депутат фолькетинга с 2022 года. В прошлом — заместитель мэра Копенгагена по вопросам культуры и досуга (2018—2022).

## Биография
Родилась 19 марта 1976 года в Копенгагене.
В 2010 окончила Семинарию Сухр (Suhrs Seminarium) при Университетском колледже Метрополь (ныне Копенгагенский университетский колледж), где изучала здравоохранение и питание. В 2015 году окончила Копенгагенский университет, где получила степень магистра (Cand.scient.) по географии.
Работала поваром.
Баллотировалась на парламентских выборах 2015 года от партии Альтернатива, но не была избрана.
На муниципальных выборах 2017 года избрана в городской совет Копенгагена, где возглавила фракцию. После отставки бургомистра (заместителя мэра) Копенгагена по вопросам культуры и досуга Нико Грюнфельда в 2018 году, избрана на его должность.
7 февраля 2021 года на внеочередном партийном собрании избрана лидером партии Альтернатива.
По результатам парламентских выборов 2022 года избрана депутатом в округе Копенгаген.

## Личная жизнь
Живёт в Копенгагене. Имеет ребёнка.